# Прямобалкинское сельское поселение
Прямоба́лкинское се́льское поселе́ние — муниципальное образование в Дубовском районе Волгоградской области, административный центр — село Прямая Балка. 

## История
Прямобалкинское сельское поселение образовано Законом Волгоградской области от 14 марта 2005 года № 1026-ОД «Об установлении границ и наделении статусом Дубовского района и муниципальных образований в его составе».

## Население
| 2010 | 2012 | 2013 | 2014 | 2015 | 2016 | 2017 |
| ---- | ---- | ---- | ---- | ---- | ---- | ---- |
| 645  | ↗647 | ↘633 | ↘631 | ↘626 | ↘615 | ↘614 |
| 2018 | 2019 | 2020 | 2021 |      |      |      |
| ↘599 | ↘589 | ↗601 | ↘585 |      |      |      |

## Состав сельского поселения
| № | Населённый пункт | Тип населённого пункта       | Население |
| - | ---------------- | ---------------------------- | --------- |
| 1 | Прямая Балка     | село, административный центр | ↘585      |